# Vladimir Jakovlevič Propp
Vladimir Jakovlevič Propp (rusky Владимир Яковлевич Пропп; 29. dubna 1895 Petrohrad – 22. srpna 1970 Leningrad) byl ruský lingvista, průkopník strukturalistického zkoumání lidových pohádek.

## Život
Narodil se v rodině německého sedláka původem z Povolží, v letech 1913–1918 studoval ruskou a německou filologii na Petrohradské univerzitě a pak učil ruštinu a němčinu na středních školách. Roku 1928 vyšlo jeho průkopnické dílo „Morfologie pohádky“ a od roku 1932 přednášel ruštinu a ruskou literaturu a později i literaturu německou na leningradské univerzitě. Později se zabýval hlavně folklórem a formálním rozborem lidových pohádek.

## Myšlení
Propp, jakožto literární vědec a naratolog, se zabýval problematikou narativních textů. Během svého života výrazně kritizoval tzv. finskou historicko-geografickou školu studia pohádek a folkloru, především Antti Aarneho kvůli jeho metodologii a postupům. Jeho kritika spočívá v tom, že podle Proppa jsou v pohádce důležité vztahy mezi motivy mnohem více než jednotlivé motivy a typy samy o sobě. Propp se považuje za nepřímého otce strukturalismu a podle Umberta Eca patří spolu s de Saussurem, Lévi-Straussem a Hjelmslevem ke strukturalistické „svaté čtveřici“. Následovníci Proppa jako např. Lévi-Strauss, Roland Barthes a Algirdas Julien Greimas, zkoumali podobné fenomény, ale nejen na pohádce, ale i na psané literatuře. Propp ve své práci používá biologizující metafory odvozené z přírodních věd („morfologie“). Zkoumá pouze texty a písemnou formu pohádek a ostatního folkloru, nevěnuje se živému vyprávění a ústní formě příběhů. Ve svých dílech cituje Goetheho chápání umění. Zavádí pojem ‚aktant‘ jakožto motiv v moderní naratologii.

## Dílo
Proppovy dvě hlavní studie o skladbě, prvcích a dějinných a kulturních kořenech pohádek jsou:
- Morfologie pohádky (Морфология сказки, Morfologija skazki, 1928)
- Historické kořeny magických příběhů (Исторические корни волшебной сказки, Istoričeskije korni volšebnoj skazki, 1946)

V první knize velice přesně a podrobně třídí různé větve pohádkového žánru a identifikuje neměnné funkce postav a jejich základní charakteristiky na základě přesvědčivé empirické dokumentace. Když kniha roku 1958 vyšla v překladech, vyvolala senzaci a významně ovlivnila strukturalistické badatele, zejména C. Lévi-Strausse.
V druhé knize se věnuje rekonstrukci vzniku pohádky a zasazuje ji do širokého kulturního a dějinného kontextu. V magickém příběhu nalézá tvůrčí a autenticky lidové ztvárnění dávných vztahů výroby a příslušných magicko-náboženských projevů.

## Struktura pohádky
Podle Proppa pohádka ve své „úplné“ formě obsahuje celkem 31. bodů. Nemusí být přítomny všechny, ale vždy v stejném pořadí. Tyto body jsou následující:
1. Člen rodiny odchází pryč (uvedení hrdiny);
2. Zákaz uložený hrdinovi;
3. Porušení zákazu (uvedení záporného hrdiny);
4. Záporný hrdina se pokouší o řešení (pokouší se najít děti/poklad apod. nebo se budoucí oběť obrací na něj);
5. Záporný hrdina získává informace o hrdinovi;
6. Záporný hrdina se pokouší oklamat oběť a zmocnit se jí/jejích předmětů;
7. Oběť je oklamána a nevědomky pomáhá zápornému hrdinovi;
8. Záporný hrdina poškozuje člena rodiny;
9. Neštěstí je odhaleno (hrdina je vyslán, je zavolán na pomoc apod., resp. poškozený hrdina je vyslán pryč;
10. Hledač souhlasí s protiakcí nebo se pokouší o protiakci;
11. Hrdina opouští domov;
12. Hrdina je zkoušen, dotazován, napadán apod. připravuje se cesta, na níž získá magickou pomoc („dárce“);
13. Hrdina reaguje na akci budoucího dárce (zkouška, osvobození zajatého, usmíření hádajících se, vykonává službu apod.;
14. Hrdina získává magický předmět;
15. Hrdina se přesouvá nebo je veden k tomu, za čím se vydal;
16. Hrdina a záporný hrdina svádějí přímý boj;
17. Hrdina je zraněn/označen;
18. Záporný hrdina je poražen (zabit v boji, poražen v hádankách, zabit ve spánku, vyhnán apod.);
19. Původní neštěstí je napraveno;
20. Hrdina se vrací;
21. Hrdina je pronásledován (někdo se ho pokouší zabít, oklamat apod.);
22. Hrdina je zachráněn od pronásledování;
23. Hrdina – nepoznán – přichází domů;
24. Falešný hrdina si nárokuje jeho pocty;
25. Hrdinovi je předložen těžký úkol (ordál, zkouška, hádanka, zkouška síly či vytrvalosti apod.);
26. Zkouška složena;
27. Hrdina je rozpoznán (díky znamení/zranění, které mu vtiskl záporný hrdina, nebo díky předmětu);
28. Falešný hrdina nebo záporný hrdina je zajat;
29. Hrdina získává nový vzhled (krásný, nové šaty apod.);
30. Záporný hrdina je potrestán;
31. Hrdina se žení a nastupuje na trůn (je odměněn).

Když se těchto 31 bodů pokusíme ještě více schematizovat, dostaneme celkem 5 základních bodů:
1. Hrdina objevuje nedostatek.
2. Hrdina se vydává na cestu.
3. Hrdina nachází pomocníka/protivníka.
4. Hrdinovi je uložena zkouška.
5. Hrdina je odměněn, nebo se rozvíjí nový nedostatek.

Při zabstraktnění jednotlivých bodů můžeme toto schéma aplikovat nejen na pohádky, ale i na jakýkoli ucelený příběh.